# Domingo Crisanto Delgado Gómez
Domingo Crisanto Delgado Gómez (1806, Güímar, Tenerife, Espagne - 1858, San Juan, Porto Rico) a été l'un des plus célèbres compositeurs espagnols du XIXe siècle et le premier organiste de la cathédrale de San Juan Bautista à Porto Rico,.

## Biographie
Domingo Crisanto Delgado Gómez naît en 1806 dans la municipalité de Güímar, Tenerife. En 1821, il est devenu un chanteur dans la chapelle musicale de la cathédrale de San Cristóbal de La Laguna, dans son île natale. Puis il se fit remarquer pour son talent et a écrit de nombreuses musiques pour la cathédrale et le couvent de Santa Catalina de Sienne.
Crisanto a été formé par le chef de chœur et compositeur Miguel Jurado Bustamante (né à Cadix en 1828) auquel succède Manuel Fragoso. Domingo Crisanto servit comme assistant sous-chantre en tant que deuxième organiste de la cathédrale de La Laguna et compositeur remarquable. Il a appris à jouer du violon et a travaillé comme professeur de musique.
Après la mort de Bustamante et la maladie de Fragoso, le chapitre de la cathédrale confie à Crisanto nouvelles œuvres. Il ne cessait d'espérer être nommé maître de chapelle à la cathédrale de San Cristóbal de La Laguna, ce qui ne se produira jamais.
À la recherche de nouveaux horizons professionnels, il part à Porto Rico où il travaille à la chapelle musicale de la cathédrale de San Juan de Porto Rico.
À Porto Rico il devient l'un des plus grands musiciens du pays, où il occupe les postes de deuxième sous-chantre, substitut organiste et organiste supérieur, emploi dans lequel il reste jusqu'à sa mort ; pour les huit dernières années, il a également été professeur d'orgue et composition. Pendant son enseignement, il a eu parmi ses étudiants et compositeurs Felipe Gutiérrez Espinosa, devenu l'un des initiateurs de la future école de compositeurs portoricains.